# Yuyuko Takemiya
Yuyuko Takemiya (竹宮 ゆゆこ, Takemiya Yuyuko) est une autrice de light novels née le 24 février 1978. Takemiya a commencé sa carrière en septembre 2004 avec Watashitachi no Tamura-kun. Elle travaille 
en parallèle sur le scénario du jeu Noel pour FlyingShine. Après Watashitachi no Tamura-kun, elle commence sa série la plus connue, Toradora! qu'elle termine après 13 tomes.

### Light novels

#### Watashitachi no Tamura-kun
Watashitachi no Tamura-kun (わたしたちの田村くん) a commencé sa sérialisation en septembre 2004 dans Dengeki hp Special et a ensuite été publiée en deux tomes chez Dengeki Bunko.
- juin 2005 : Watashitachi no Tamura-kun  (ISBN 4-8402-3066-8)
- septembre 2005 : Watashitachi no Tamura-kun 2  (ISBN 4-8402-3152-4)

#### Toradora!
Toradora! (とらドラ!) est une série en 13 tomes (10 tomes de l'histoire principale +3 spin off) publiée chez Dengeki bunko.
- 10 mars 2006 : Toradora!  (ISBN 4-8402-3353-5)
- 10 mai 2006 : Toradora 2!  (ISBN 4-8402-3438-8)
- 10 septembre 2006 : Toradora 3!  (ISBN 4-8402-3551-1)
- 10 janvier 2007 : Toradora 4!  (ISBN 978-4-8402-3681-2)
- 10 mai 2007 : Toradora spin off! Koufuku no sakura-iro tornado  (ISBN 978-4-8402-3838-0)
- 10 août 2007 : Toradora 5!  (ISBN 978-4-8402-3932-5)
- 10 décembre 2007 : Toradora 6!  (ISBN 978-4-8402-4117-5)
- 10 avril 2008 : Toradora 7!  (ISBN 978-4-04-867019-7)
- 10 août 2008 : Toradora 8!  (ISBN 978-4-04-867170-5)
- 10 octobre 2008 : Toradora 9!  (ISBN 978-4-04-867265-8)
- 7 janvier 2009 : Toradora spin off 2! Tora, koyuru aki  (ISBN 978-4-04-867459-1)
- 10 mars 2009 : Toradora 10!  (ISBN 978-4-04-867593-2)
- 10 avril 2010 : Toradora spin off 3! Ore no bentou mite kure  (ISBN 978-4-04-868456-9)

#### Golden time
Golden Time (ゴールデンタイム) est une série en 11 tomes (8 tomes de l'histoire principale +3 spin off) publiée là encore chez Dengeki bunko
- 10 septembre 2010 Golden time 1  (ISBN 978-4-04-868878-9)
- 10 mars 2011 Golden time 2  (ISBN 978-4-04-870381-9)
- 10 août 2011 Golden time 3  (ISBN 978-4-04-870735-0)
- 10 mars 2012 Golden time 4  (ISBN 978-4-04-886546-3)
- 10 juin 2012 Golden time spin off! Nijigen-kun supesharu  (ISBN 978-4-04-886631-6)
- 10 septembre 2012 Golden time 5  (ISBN 978-4-04-886897-6)
- 10 janvier 2013 Golden time extra! Hyakunengo no natsu mo atashitachi wa waratteru  (ISBN 978-4-04-891324-9)
- 10 avril 2013 Golden time 6  (ISBN 978-4-04-891557-1)
- 10 aout 2013 Golden time retsudan ! AFRICA  (ISBN 978-4-04-891858-9)
- 10 octobre 2013 Golden time 7  (ISBN 978-4-04-866059-4)
- 10 mars 2014 Golden time 8  (ISBN 978-4-04-866414-1)

### Jeux
- 24 septembre 2004 Noel (scénario) pour l'éditeur de jeux FlyingShine